# Scinax caldarum
Scinax caldarum es una especie de anfibios de la familia Hylidae. Es endémica de Brasil.
Sus hábitats naturales incluyen praderas parcialmente inundadas, marismas de agua dulce, corrientes intermitentes de agua, pastos, jardines rurales, estanques, canales y diques. Está amenazada de extinción por la destrucción de su hábitat natural.